# Ernest Butler
Ernest „Ernie“ Butler (* 1934 in Connersville) ist ein ehemaliger US-amerikanischer Basketballspieler.

## Laufbahn
Der aus dem US-Bundesstaat Indiana stammende Butler – Sohn eines Pfarrers – studierte an der Ball State University sowie an der University of Southern California und arbeitete ab 1956 als Lehrer. Als Soldat war er fast ein Jahr lang in Nürnberg stationiert. 1962 kam er nach Deutschland zurück, unterrichtete fortan an einer amerikanischen Schule in Gießen. Butler, der zu diesem Zeitpunkt kein Deutsch sprach und zunächst eine Rückkehr in die USA erwog, spielte Basketball beim MTV 1846 Gießen. Im Vergleich zum Basketball in seiner Heimat habe er beim MTV große Unterschiede festgestellt, sagte Butler später: „In Indiana war Basketball wie eine Religion. Wir trainierten jeden Tag. Und der MTV nur zweimal die Woche!“ In der Saison 1964/65 gewann er mit den Mittelhessen an der Seite von Spielern wie Holger Geschwindner und Klaus Urmitzer die deutsche Meisterschaft, wobei Butler im Endspiel gegen den VfL Osnabrück den entscheidenden Korb aus zwölf Metern Entfernung erzielte. Zwischen Butler und Geschwindner entstand eine enge Freundschaft. Die beiden spielten zwar nur ein Jahr lang gemeinsam in Gießen, aber er habe den Eindruck gehabt, mit Geschwindner bereits seit Jugendtagen zusammengespielt zu haben, weil man sich auf dem Feld auch ohne Worte verstanden habe, so Butler. 1965 wechselte Butler zum FC Bayern München. Er war in München auch als Lehrer tätig, später auch als Basketballtrainer, unter anderem betreute er in den 1970er Jahren den USC München, mit dem er auch im Europapokal antrat. Zu seinen Spielern beim USC gehörte auch Geschwindner. Später arbeitete Butler in Augsburg und Garmisch.
Rückschauend wurde er vom Gießener Autor Wolfgang Lehmann als „echter Glücksfall für den Gießener Basketball“ bezeichnet. Butler machte sich auch als Saxophonist einen Namen und prägte den Satz „Basketball ist Jazz“. Butler weilte mehrmals bei von Holger Geschwindner veranstalteten Basketball-Jugendtrainingslagern und zeigte den Spielern laut Geschwindner, dass jede Basketball-Bewegung „auch rhythmisch ausgeführt werden kann“. Butler spielte Melodien auf dem Saxofon, die Jugendlichen sollten dazu frei Basketball-Bewegungen machen. Butler, der Dirk Nowitzki die Anfänge des Saxofonspielens beibrachte, beschrieb die Verbindung zwischen Musik und dem Basketballsport mit den Worten: „Die Melodie geht Dir in Fleisch und Blut über. Man lernt schneller.“

### Privatleben
Seine Tochter Naima wurde als Sängerin bekannt.